# Kara (Detroit Become Human)
Kara es una de las protagonistas del videojuego Detroit: Become Human, desarrollado por Quantic Dream. Es interpretado por la actriz estadounidense Valorie Curry.

## Historia
Kara es un androide de la serie AX400, su trabajo consiste en las labores domésticas y cuidado de niños. Trabaja para una familia compuesta por un padre, Todd Williams, y su hija, Alice. Kara está programada para obedecer todas las órdenes de su dueño, pero tras ver los constantes abusos de Todd hacia su hija, además del consumo de drogas y alcohol de este, decide escapar con Alice. Este acto convierte a Kara en un androide divergente, lo que no está permitido en la ciudad. 
Al convertirse en divergente, Kara decide salvar a Alice de los maltratos de su padre. Ahí tiene que tomar la decisión de cómo huir, decidir si atacar al padre y demás. Cuando sale de la casa, puede decidir donde pasar la noche con Alice para estar a salvo.
Detroit no es un lugar seguro para Kara al ser divergente, por ello emprende su camino junto a Alice a Canadá, donde no hay leyes específicas para androides. Para pasar más desapercibida, Kara cambia su aspecto cortándose el pelo y cambiando su ropa.
Tienen muchas complicaciones para llegar, ya que está siendo perseguida por la policía y por otro androide que trabaja para ellos, Connor. En una de las paradas que hacen, conocen a Luther, otro androide que se une a ellas en su huida. 
Los tres encuentran la ayuda de Rose, una humana, que los envía a Jericho. Jericho es un grupo de divergentes que luchan por los derechos de los androides. Allí les consiguen pasaportes para cruzar la frontera. 
Kara, Alice y Luther tienen diferentes formas de escapar, entre ellas huir en barca cruzando el río o ir en autobús. Las decisiones que toma Kara para su huida están ligadas a la revolución que están organizando Markus, otro de los protagonistas, y Jericho. 

## Finales de su historia
La historia de Kara es la más emocionante y tierna de las que se encuentran en el videojuego. Dependiendo de las decisiones que tome Kara puede llegar a un final o a otro. Kara, junto a Alice y Luther, trata de escapar a Canadá, pero tiene que hacerse pasar por una humana para poder pasar la frontera.

### Huida en autobús
Una vez reciben en Jericho los pasaportes, deciden ir a la estación de autobús que les lleva a Canadá, pero no consiguen billetes. Kara puede decidir si robárselos a una familia y entrar ellos al autobús rumbo a su nueva vida.
Si los roba, el autobús llega a la frontera, donde hay un punto de control para detectar androides. Kara, en ese momento, puede sacrificarse, sacrificar a Luther, sacrificar a otro androide o no sacrificar a nadie. El resultado de no sacrificar a nadie va a depender de la protesta que esté llevando a cabo Marcus con Jericho.

### Huida en barca
Si Kara devuelve los billetes de autobús a la familia, van a encontrarse con Rose y su hijo, quienes la ayudan anteriormente. Estos llevan a los androides al río que limita con Canadá, donde encuentran unos botes y pueden intentar cruzar el río. 

### Muertes
A lo largo de la historia, según las decisiones, Kara puede morir y acabar su historia.
Su historia puede terminar a inicio del juego, si muere en la casa o en la autopista.
Si la capturan en una encrucijada, Kara es llevada junto a Alice a un campo de exterminio, ahí tiene la posibilidad de escapar, pero también morir, salvarse ella sola o salvar a las dos.

## Actriz
Kara es interpretada por la actriz Valorie Curry, que nació en La Habra, California, Estados Unidos. Estudió en la Universidad Estatal de California, donde se graduó en teatro.
Estudió teatro por su madre. Valorie Curry acudía desde pequeña a las clases de dramaturgia a las que asistía su madre, y desde entonces quiso estudiar teatro. 
Ha trabajado en diferentes proyectos a lo largo de su carrera. Interpretó a Jane Kuhne en la serie Veronica Mars. En 2010 interpretó a Charlotte en la película The Twilight Saga: Breaking Dawn - Part 2.
En marzo de 2012 fue presentada como Kara, personaje del videojuego Detroit: Become Human, de David Cage. El videojuego y los actores fueron presentados en el E3 de 2016, pero el juego fue lanzado recién en 2018.